# Марек Чарнецький
Марек Александр Чарнецький (пол. Marek Aleksander Czarnecki, нар. 22 березня 1959, Хожув) — польський правник (адвокат), політик, колишній Бялсько-Підляський воєвода, з 2004 по 2009 посол до Європейського Парламенту.

## Біографія
В 1983 році закінчив Відділ Права і Адміністрації Варшавського Університету,в 1986 році навчався на Факультеті Журналістики та Політології в тому ж університеті.В Седльце здобув диплом судді (1988) та правника (1990).Проводив власну юридичну практику в міжнародній юридичній фірмі „Ole Nielsen & Partners”,разом з Лідією Бажинською написав поправки до чекового права та права обміну.
З травня 1998 по вересень 2000 був головою підприємства Ruch S.A.,2000-2001 віце-президент Агенції військового майна. Відкрив у Варшаві разом з Лідією Бажинською власну юридичну фірму.

## Політична діяльність
На парламентських виборах в 1997 році невдало балотувався до Сейму,потрапив до списку Акції Виборча Солідарність,з рекомендації Консервативної партії.З 23 грудня 1997 по 31 грудня 1998 перебував на посаді Бяльськопідляського воєводи.Пізніше вступив до Польської Спілки Християнських Демократів та з списку Акції Виборча Солідарність Права в 2001 знову невдало балотувався до парламенту.
У 2003 був юридичним радником та членом  Samoobrony RP.На виборах до Європарламенту в 2004,отримавши 46 609 голосів від мазовецького округу отримав мандат депутата.Працював в Комісії правових питань Європарламенту.Спочатку був безпартійним,згодом вступив до Союзу за Європу націй.Був членом виборчого комітету Анджея Леппера як кадидиата на виборах президента в 2005.В 2006 був кандидатом в президенти міста Варшави.Зайнявши останнє (10) місце,здобувши 1096 голосів (0,16%)..
В січні 2008 вийшов з Samoobrony RP та перейшов до Stronnictwo „Piast”.В червні 2008 покинув партію і увійшов в Європарламентську фракцію Альянс лібералів і демократів за Європу.На виборах до Європарламенту 2009 безуспішно звертався за переобранням від партії Угода для майбутнього (як безпартійний кандидат від Демократичної партії).В 2010 вступив до Демократичної партії,де протягом кількох років був її головою.В 2014 перейшов до партії Polski Razem та був її кандидатом на виборах до Європарламенту.